# Чин Джон О
Чин Джон О (кор. 진종오; род. 24 сентября 1979, Чхунчхон) — южнокорейский стрелок из пистолета, один из наиболее титулованных спортсменов в истории пулевой стрельбы. Четырёхкратный олимпийский чемпион (трижды подряд в стрельбе из пистолета с 50 метров (2008, 2012 и 2016) и один раз в стрельбе из пневматического пистолета с 10 метров (2012)) и двукратный серебряный призёр Олимпийских игр. Многократный чемпион мира, Азии, победитель Азиатских игр, финалов Кубка мира.
До Чин Джон О никому из стрелков не удавалось даже дважды выиграть золото в стрельбе из пистолета с 50 метров на Олимпийских играх, а корейцу это удалось трижды.